# 大佐藤崇
大佐藤 崇（だいさとう たかし、1974年6月22日 - ）は、日本の俳優。栃木県出身。身長172cm。血液型はA型。
多摩美術大学芸術学科卒。ナイロン100℃を解雇後、劇団「ロリータ男爵」を結成。

## 出演

### テレビドラマ
- ジョシデカ!-女子刑事- 最終話「最後の対決」（2007年）
- 相棒 Season 9 第15話「もがり笛」（2011年） - 石嶺聡 役
- イタズラなKiss〜Love in TOKYO（2013年） - 渋川教諭 役
- 東京スカーレット〜警視庁NS係 最終話「死を隠す女・隠された女」（2014年）
- PANIC IN 第3話（2015年）
- 水曜ミステリー9 無敵の法律事務所! 弁護の鉄人・橘明日香（2015年）

### テレビ番組
- テレビでイタリア語（2008年 - 2009年）
- さんすう犬ワン（2014年 - ）

### 映画
- サムライフ（2015年）

### 舞台
- ロリータ男爵 信長の素（1999年）
- 神保町花月×Confetti 企画 第3回オールナイト神保町エチュ1グランプリ!!（2009年）